# 中央部属高校
中央部门（单位）所属高等学校，简称中央部属高校，是中华人民共和国高等学校中公立学校的一种。此类学校多关系国家发展全局，且行业特殊性强，由国务院组成部门、直属机构、直屬事業單位等中央部门（或单位）在全中国范围内直属管理。目前中央部属高校共有115所，由教育部、工业和信息化部、交通运输部、国务院侨务办公室、中央军委、国家民委、中国科学院、中国社会科学院、外交部、公安部、国家安全部、应急管理部、海关总署、国家民航局、体育总局、地震局等多个部门直属管理。其中，教育部直属高校现有75所、工信部7所、国家民委6所、中央统战部2所、公安部6所、交通运输部直屬1所、应急部直属4所、国家移民局直属1所、中国民航局直屬2所、其他均為1所。

## 列表
| 学校名称             | 主管部门                           | 所在地         | 985工程 | 211工程 | 雙一流 |
| -------------------- | ---------------------------------- | -------------- | ------- | ------- | ------ |
| 北京大学             | 教育部                             | 北京市         | 是      | 是      | 是     |
| 中国人民大学         | 教育部                             | 北京市         | 是      | 是      | 是     |
| 清华大学             | 教育部                             | 北京市         | 是      | 是      | 是     |
| 北京交通大学         | 教育部                             | 北京市         | 否      | 是      | 是     |
| 北京科技大学         | 教育部                             | 北京市         | 否      | 是      | 是     |
| 北京化工大学         | 教育部                             | 北京市         | 否      | 是      | 是     |
| 北京邮电大学         | 教育部                             | 北京市         | 否      | 是      | 是     |
| 北京师范大学         | 教育部                             | 北京市         | 是      | 是      | 是     |
| 北京语言大学         | 教育部                             | 北京市         | 否      | 否      | 否     |
| 北京外国语大学       | 教育部                             | 北京市         | 否      | 是      | 是     |
| 中国石油大学（北京） | 教育部                             | 北京市         | 否      | 是      | 是     |
| 中国石油大学（华东） | 教育部                             | 山东省         | 否      | 是      | 是     |
| 中国农业大学         | 教育部                             | 北京市         | 是      | 是      | 是     |
| 中国传媒大学         | 教育部                             | 北京市         | 否      | 是      | 是     |
| 北京林业大学         | 教育部                             | 北京市         | 否      | 是      | 是     |
| 中国政法大学         | 教育部                             | 北京市         | 否      | 是      | 是     |
| 中央财经大学         | 教育部                             | 北京市         | 否      | 是      | 是     |
| 中央音乐学院         | 教育部                             | 北京市         | 否      | 是      | 是     |
| 中央戏剧学院         | 教育部                             | 北京市         | 否      | 否      | 是     |
| 中央美术学院         | 教育部                             | 北京市         | 否      | 否      | 是     |
| 北京中医药大学       | 教育部                             | 北京市         | 否      | 是      | 是     |
| 对外经济贸易大学     | 教育部                             | 北京市         | 否      | 是      | 是     |
| 南开大学             | 教育部                             | 天津市         | 是      | 是      | 是     |
| 天津大学             | 教育部                             | 天津市         | 是      | 是      | 是     |
| 华北电力大学         | 教育部                             | 北京市         | 否      | 是      | 是     |
| 东北大学             | 教育部                             | 辽宁省         | 是      | 是      | 是     |
| 大连理工大学         | 教育部                             | 辽宁省         | 是      | 是      | 是     |
| 吉林大学             | 教育部                             | 吉林省         | 是      | 是      | 是     |
| 东北师范大学         | 教育部                             | 吉林省         | 否      | 是      | 是     |
| 东北林业大学         | 教育部                             | 黑龙江省       | 否      | 是      | 是     |
| 复旦大学             | 教育部                             | 上海市         | 是      | 是      | 是     |
| 同济大学             | 教育部                             | 上海市         | 是      | 是      | 是     |
| 上海交通大学         | 教育部                             | 上海市         | 是      | 是      | 是     |
| 华东师范大学         | 教育部                             | 上海市         | 是      | 是      | 是     |
| 华东理工大学         | 教育部                             | 上海市         | 否      | 是      | 是     |
| 东华大学             | 教育部                             | 上海市         | 否      | 是      | 是     |
| 上海外国语大学       | 教育部                             | 上海市         | 否      | 是      | 是     |
| 上海财经大学         | 教育部                             | 上海市         | 否      | 是      | 是     |
| 南京大学             | 教育部                             | 江苏省         | 是      | 是      | 是     |
| 东南大学             | 教育部                             | 江苏省         | 是      | 是      | 是     |
| 中国矿业大学         | 教育部                             | 江苏省         | 否      | 是      | 是     |
| 中国矿业大学（北京） | 教育部                             | 北京市         | 否      | 是      | 是     |
| 河海大学             | 教育部                             | 江苏省         | 否      | 是      | 是     |
| 江南大学             | 教育部                             | 江苏省         | 否      | 是      | 是     |
| 南京农业大学         | 教育部                             | 江苏省         | 否      | 是      | 是     |
| 合肥工业大学         | 教育部                             | 安徽省         | 否      | 是      | 是     |
| 中国药科大学         | 教育部                             | 江蘇省         | 否      | 是      | 是     |
| 浙江大学             | 教育部                             | 浙江省         | 是      | 是      | 是     |
| 厦门大学             | 教育部                             | 福建省         | 是      | 是      | 是     |
| 山东大学             | 教育部                             | 山东省         | 是      | 是      | 是     |
| 中国海洋大学         | 教育部                             | 山东省         | 是      | 是      | 是     |
| 武汉大学             | 教育部                             | 湖北省         | 是      | 是      | 是     |
| 华中科技大学         | 教育部                             | 湖北省         | 是      | 是      | 是     |
| 中国地质大学（武汉） | 教育部                             | 湖北省         | 否      | 是      | 是     |
| 中国地质大学（北京） | 教育部                             | 北京市         | 否      | 是      | 是     |
| 武汉理工大学         | 教育部                             | 湖北省         | 否      | 是      | 是     |
| 华中师范大学         | 教育部                             | 湖北省         | 否      | 是      | 是     |
| 华中农业大学         | 教育部                             | 湖北省         | 否      | 是      | 是     |
| 中南财经政法大学     | 教育部                             | 湖北省         | 否      | 是      | 是     |
| 湖南大学             | 教育部                             | 湖南省         | 是      | 是      | 是     |
| 中南大学             | 教育部                             | 湖南省         | 是      | 是      | 是     |
| 中山大学             | 教育部                             | 廣東省         | 是      | 是      | 是     |
| 华南理工大学         | 教育部                             | 廣東省         | 是      | 是      | 是     |
| 四川大学             | 教育部                             | 四川省         | 是      | 是      | 是     |
| 西南财经大学         | 教育部                             | 四川省         | 否      | 是      | 是     |
| 西南交通大学         | 教育部                             | 四川省         | 否      | 是      | 是     |
| 电子科技大学         | 教育部                             | 四川省         | 是      | 是      | 是     |
| 重庆大学             | 教育部                             | 重庆市         | 是      | 是      | 是     |
| 西南大学             | 教育部                             | 重庆市         | 否      | 是      | 是     |
| 西安交通大学         | 教育部                             | 陕西省         | 是      | 是      | 是     |
| 西北农林科技大学     | 教育部                             | 陕西省         | 是      | 是      | 是     |
| 陕西师范大学         | 教育部                             | 陕西省         | 否      | 是      | 是     |
| 西安电子科技大学     | 教育部                             | 陕西省         | 否      | 是      | 是     |
| 长安大学             | 教育部                             | 陕西省         | 否      | 是      | 是     |
| 兰州大学             | 教育部                             | 甘肃省         | 是      | 是      | 是     |
| 北京航空航天大学     | 工业和信息化部                     | 北京市         | 是      | 是      | 是     |
| 北京理工大学         | 工业和信息化部                     | 北京市         | 是      | 是      | 是     |
| 哈尔滨工业大学       | 工业和信息化部                     | 黑龍江省       | 是      | 是      | 是     |
| 哈尔滨工程大学       | 工业和信息化部                     | 黑龍江省       | 否      | 是      | 是     |
| 南京航空航天大学     | 工业和信息化部                     | 江蘇省         | 否      | 是      | 是     |
| 南京理工大学         | 工业和信息化部                     | 江蘇省         | 否      | 是      | 是     |
| 西北工业大学         | 工业和信息化部                     | 陝西省         | 是      | 是      | 是     |
| 中央民族大学         | 国家民族事務委員會                 | 北京市         | 是      | 是      | 是     |
| 西南民族大学         | 国家民族事務委員會                 | 四川省         | 否      | 否      | 否     |
| 大连民族大学         | 国家民族事務委員會                 | 遼寧省         | 否      | 否      | 否     |
| 中南民族大学         | 国家民族事務委員會                 | 湖北省         | 否      | 否      | 否     |
| 西北民族大学         | 国家民族事務委員會                 | 甘肅省         | 否      | 否      | 否     |
| 北方民族大学         | 国家民族事務委員會                 | 宁夏回族自治区 | 否      | 否      | 否     |
| 中国科学院大学       | 中国科学院                         | 北京市         | 否      | 否      | 是     |
| 中国科学技术大学     | 中国科学院                         | 安徽省         | 是      | 是      | 是     |
| 國防科技大學         | 中央军事委员会                     | 湖南省         | 是      | 是      | 是     |
| 國防大學             | 中央军事委员会                     | 北京市         | 否      | 否      | 否     |
| 暨南大学             | 中國共產黨中央委員會统一戰線工作部 | 廣東省         | 否      | 是      | 是     |
| 华侨大学             | 中國共產黨中央委員會统一戰線工作部 | 福建省         | 否      | 否      | 否     |
| 中国人民公安大学     | 公安部                             | 北京市         | 否      | 否      | 是     |
| 中国人民警察大学     | 公安部                             | 河北省         | 否      | 否      | 否     |
| 中国刑事警察学院     | 公安部                             | 辽宁省         | 否      | 否      | 否     |
| 郑州警察学院         | 公安部                             | 河南省         | 否      | 否      | 否     |
| 南京警察学院         | 公安部                             | 江蘇省         | 否      | 否      | 否     |
| 公安边防部队士官学校 | 国家移民管理局                     | 云南省         | 否      | 否      | 否     |
| 北京体育大学         | 国家體育總局                       | 北京市         | 否      | 是      | 是     |
| 大连海事大学         | 交通運輸部                         | 遼寧省         | 否      | 是      | 是     |
| 中国民航大学         | 中国民用航空局                     | 天津市         | 否      | 否      | 否     |
| 中国民用航空飞行学院 | 中国民用航空局                     | 四川省         | 否      | 否      | 否     |
| 中央司法警官学院     | 司法部                             | 河北省         | 否      | 否      | 否     |
| 北京电子科技学院     | 中共中央办公厅                     | 北京市         | 否      | 否      | 否     |
| 北京协和医学院       | 國家衛生健康委員會                 | 北京市         | 是      | 是      | 是     |
| 外交学院             | 外交部                             | 北京市         | 否      | 否      | 是     |
| 中国社会科学院大学   | 中国社会科学院                     | 北京市         | 否      | 否      | 否     |
| 上海海关学院         | 海關總署                           | 上海市         | 否      | 否      | 否     |
| 华北科技学院         | 应急管理部                         | 河北省         | 否      | 否      | 否     |
| 防灾科技学院         | 中国地震局                         | 河北省         | 否      | 否      | 否     |
| 中国消防救援学院     | 应急管理部                         | 北京市         | 否      | 否      | 否     |
| 中国劳动关系学院     | 中华全国总工会                     | 北京市         | 否      | 否      | 否     |
| 中华女子学院         | 中华全国妇女联合会                 | 北京市         | 否      | 否      | 否     |
| 國際關係學院         | 国家安全部                         | 北京市         | 否      | 否      | 否     |